# 未體驗HORIZON
《未體驗HORIZON》（日语：／ Mitaiken Horaizon）是Aqours的第4張編號單曲，2019年9月25日由Lantis發行。

## 概要

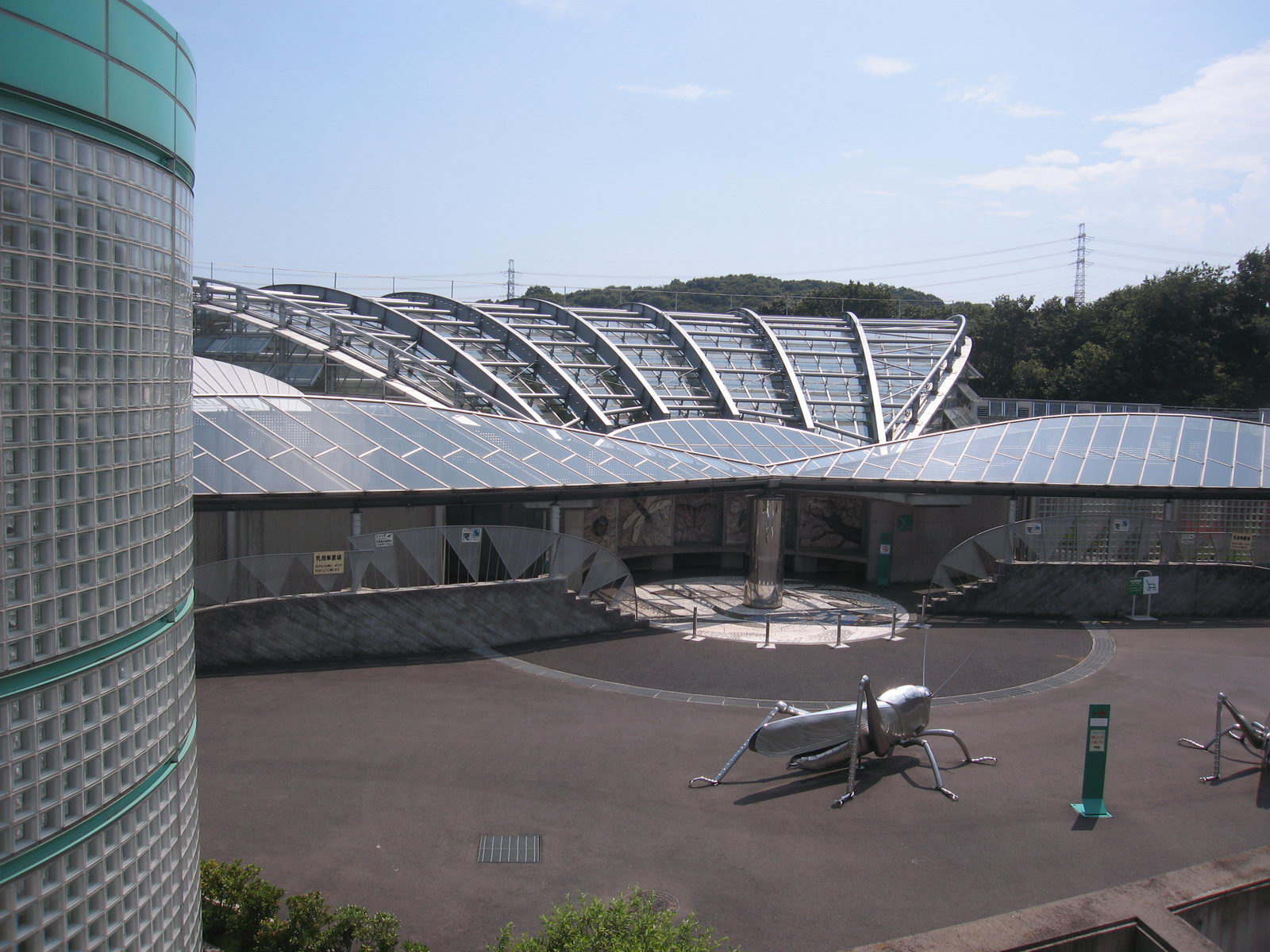
音樂影片舞臺原型的昆蟲園

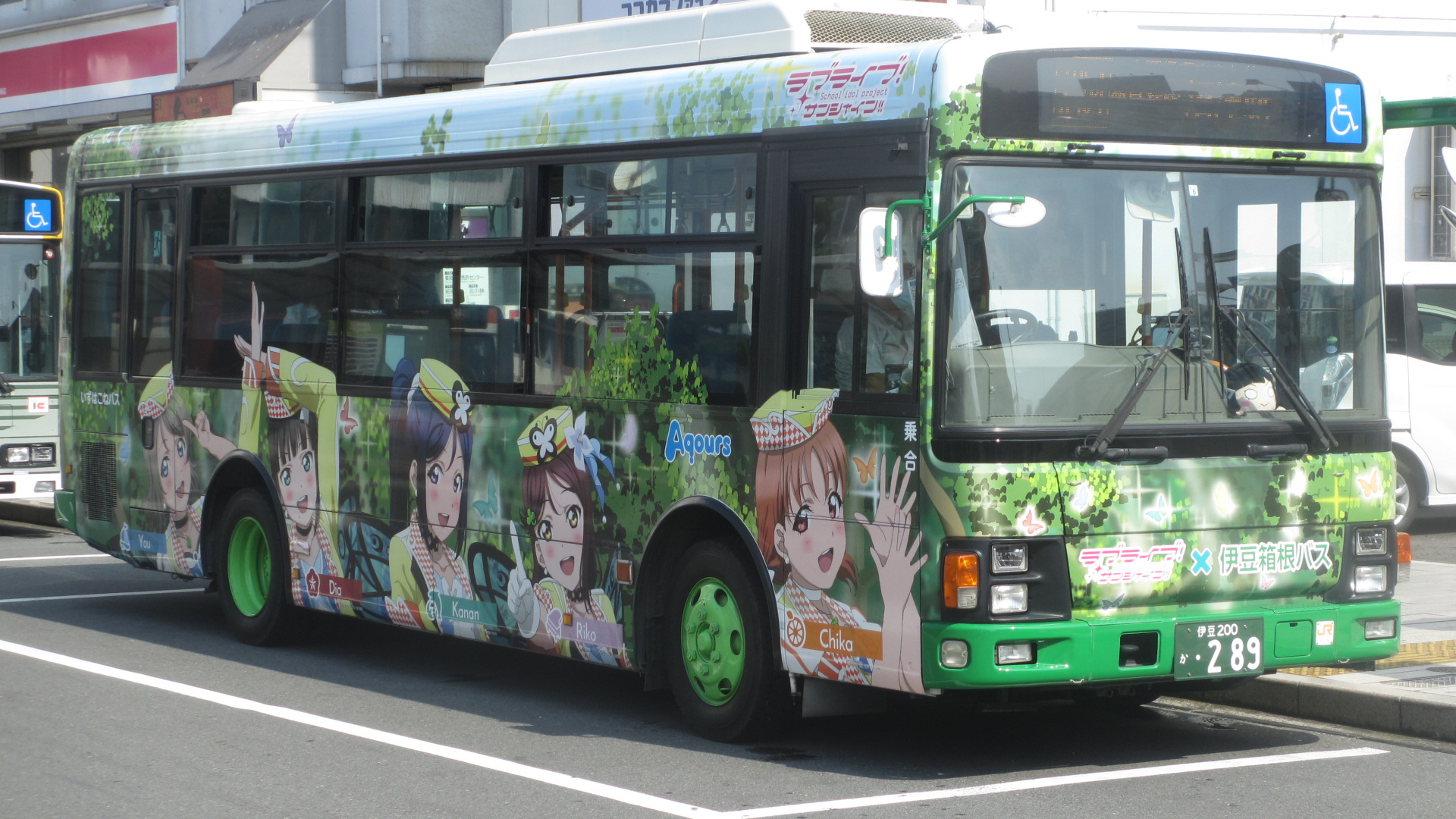
印有同名曲演出服裝的公共汽車，伊豆箱根巴士所屬

本單曲發佈距前作《Jump up HIGH!!》約有3個月，距前一編號單曲《HAPPY PARTY TRAIN》約有2年又6個月。
同名曲的中間位是国木田花丸（聲：高槻加奈子）。至此曲爲止，Aqours全員9人都已擔當過中間位。動畫音樂影片舞臺以多摩動物公園的昆蟲園爲原型，並將園內大量飼養的蝴蝶作爲演出服裝設計。音樂影片開頭體現了Aqours編號單曲中間位的變化。試聽影片最後出現了櫻內梨子（聲：逢田梨香子）在3rd PlanetBiVi沼津店玩《Love Live! 學園偶像祭 ～課後活動～ Next Stage》的場景。樂曲於8月5日在FM東京電臺節目「SCHOOL OF LOCK!」的「Aqours LOCKS!」版塊初次揭曉，並於次日在官方YouTube賬號公開了試聽影片。音樂節目「Music Fair」於2019年9月28日播放了此曲。
B面曲《Deep Resonance》是《闇影詩章》和《Love Live! 學園偶像祭》聯動的主題曲，中間位是津島善子（聲：小林愛香）。
本單曲以CD+BD和CD+DVD兩種形式發售，CD收錄了同名曲及其伴奏版、兩首B面曲和3個廣播劇，BD、DVD收錄了〈未體驗HORIZON〉的動畫音樂影片。初回生產版隨機封入了9種「未體驗HORIZON卡」的1種。
宣傳語是「大家一起實現的新故事」（新しいみんなで叶える物語）。

## 榜單成績
本單曲以1.8萬張的銷量於2019年9月24日位列Oricon日榜第3，並於次日升至第2位，隨後一直保持高位，最後於28日登上榜首。Aqours的單曲自《我們奔跑而來的道路…/Next SPARKLING!!》至本單曲已連續獲得4次Oricon日榜首位。本單曲以4.0萬張的銷量於10月7日位列Oricon週榜第3，成爲出道作以來連續進入週榜前五的第21作，再次刷新了記錄。

## 收錄曲目
括號內的中文翻譯僅供參考，並非官方翻譯名稱。
CD
| 曲序     | 曲目                  |          | 作曲             | 编曲       | 演唱     | 备注                                              | 时长  |
| -------- | --------------------- | -------- | ---------------- | ---------- | -------- | ------------------------------------------------- | ----- |
| 1.       | （未體驗HORIZON）     | 畑亞貴   | 小高光太郎、UiNA | 小高光太郎 | Aqours   |                                                   | 5:19  |
| 2.       | Deep Resonance        | 畑亞貴   | 桑原聖           | 酒井拓也   | Aqours   | 《闇影詩章》與《Love Live! 學園偶像祭》聯動主題曲 | 5:13  |
| 3.       | Dance with Minotaurus | 畑亞貴   | 增田武史         | 增田武史   |          |                                                   | 5:00  |
| 4.       |                       |          |                  |            |          |                                                   | 5:21  |
| 5.       | （心跳！蜜柑裁判）    |          |                  |            |          | 廣播劇                                            | 16:57 |
| 6.       | （集合！乾物派對）    |          |                  |            |          | 廣播劇                                            | 18:44 |
| 7.       | （跳入！沼津城）      |          |                  |            |          | 廣播劇                                            | 19:16 |
| 总时长： | 总时长：              | 总时长： | 总时长：         | 总时长：   | 总时长： | 总时长：                                          | 75:50 |

BD/DVD
| 曲序 | 曲目 | 备注         |
| ---- | ---- | ------------ |
| 1.   |      | 動畫音樂影片 |

## 音樂影片製作團隊
- 企畫：日昇
- 原作：矢立肇
- 原案：公野櫻子
- 監督、分鏡、演出：酒井和男
- 脚本：下井晋太朗
- 角色設計、總作畫監督：室田雄平
- 作画監督：尾尻進矢、平山圓
- 演唱會部份作画監督：石井久美、後藤望、酒井香澄、佐野惠一、永富浩司、水野辰哉
- 美術監督、設定：秋葉實
- 色彩設計：横山佐代子
- CG監督：佐藤真
- CGI製作人：小石川淳
- 3DCGI：Sublimation
- 攝影監督：杉山大樹
- 編輯：今井大介
- 音響監督：長崎行男
- 音樂制作：Lantis、日昇音樂出版
- 製作人：石塚金吾、大久保隆一
- 舞蹈編排：星塵傳播、石川由美
- 製作：Project Love Live! Sunshine!!（日昇、萬代南夢宮藝術、KADOKAWA）